# ニコライ・フレデリク・セヴェリン・グルントヴィ

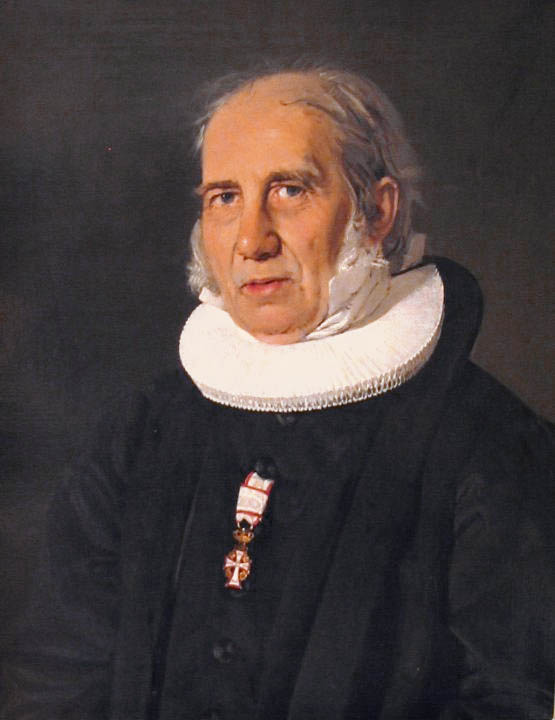
NFS・グルントヴィ

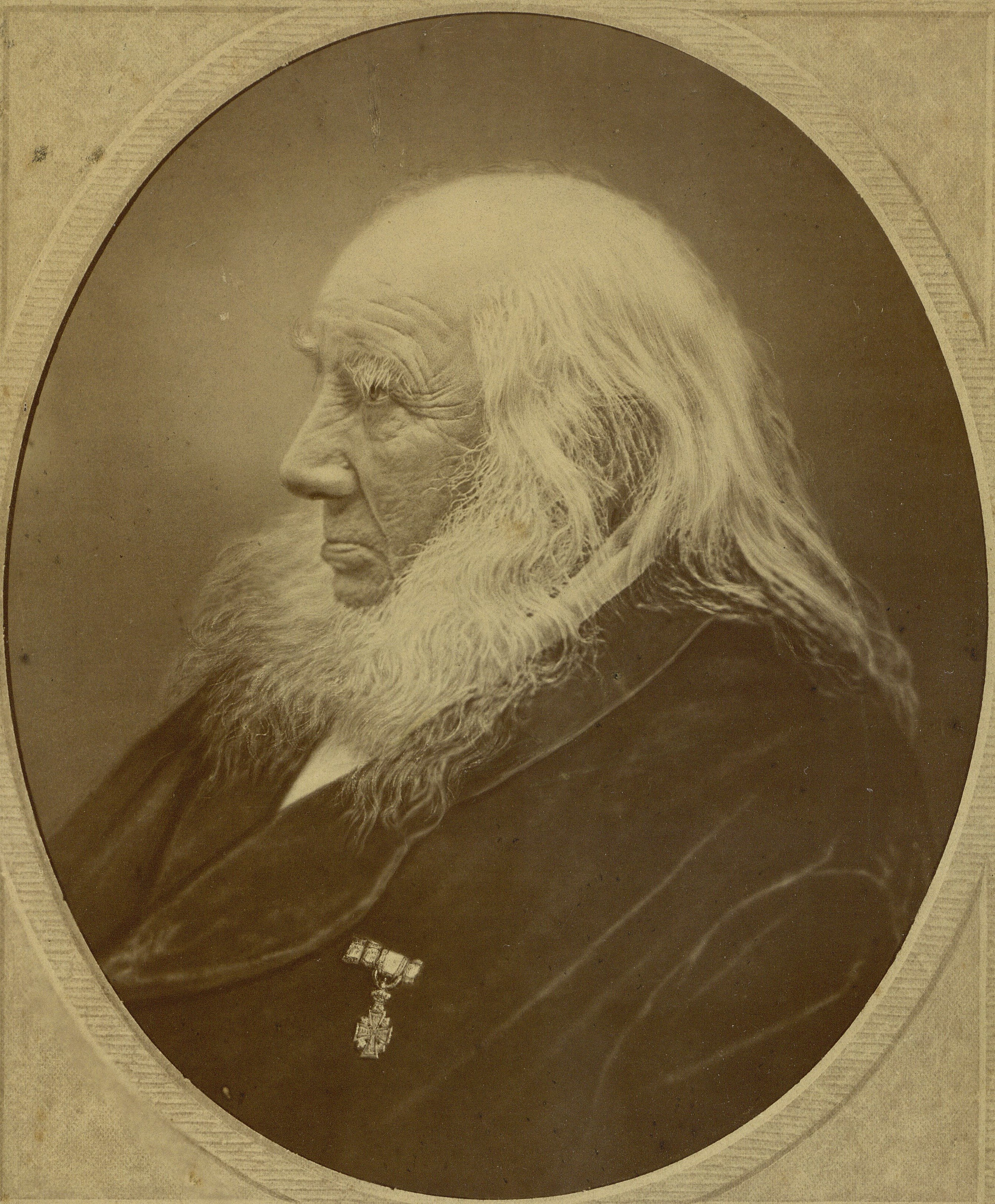
NFS・グルントヴィ

ニコライ・フレデリク・セヴェリン・グルントヴィ（Nikolaj Frederik Severin Grundtvig、1783年9月8日 - 1872年9月2日）は、デンマークの牧師、作家、詩人、哲学者、教育者、政治家。通常、名前はN・F・S・グルントヴィと略称される。
デンマーク史において最も影響力の大きかった人物の一人で、その哲学は19世紀後半、デンマークの新たなナショナリズムを形成するに際して大きな刺激を与えた。彼は、ファーストネームを三度変え、三度目は彼の76年の人生にちなんで名付けられている。グルントヴィと彼の後継者たちは、現代のデンマークの国民意識に現在も大きな影響を及ぼしている。それは国民文学のなかに広く染み渡っており、それは深い信仰の力によっても支えられている。

## 生涯

### 幼少期と教育
ルター派の牧師、ヨーハン・オットーセン・グルントヴィの息子としてシェラン島のウズビュ（Udby）という小さな村で生まれる。身近な人達からはニコライではなく、フレデリクと呼ばれて育った。彼は、大変宗教的な環境の中で育ったが、北欧の古くからの伝説や伝統にも敬意を払っていた。彼はヨーロッパの啓蒙主義の伝統の中で学校教育を受けたが、彼の理性的な信仰心は、ドイツのロマン主義や北ヨーロッパ諸国の歴史の中で揺れ動いた。1791年にユトランド半島の牧師であるラウリド・フェルドのもとに送られ、そこで生活することになり、1798年からオーフスの大聖堂学校で学び、同校を卒業した。1800年に神学を学ぶためにコペンハーゲンに赴き、1801年にコペンハーゲン大学に入学を許された。  学生生活と並行して、グルントヴィは、アイスランド語とアイスランドのサガ（物語）の勉強を始めた。

### 経歴
1805年、グルントヴィはロラン島のある家で家庭教師の職を得た。その後の3年間、彼は自分の自由になる時間の殆どをウィリアム・シェイクスピア、フリードリッヒ・シラー、そしてフィヒテの勉強に当てる。
 1802年、彼の従兄弟で哲学者のヘンリク・シュテフェンス(1773年 - 1845年)が、ドイツ留学からシェリングの教えをタップリと受けてコペンハーゲンに帰ってきた。
彼の講義とアダム・ゴットロープ ・エーレンスレーヤー （Adam Oehlenschläger）の初期の詩作が、グルントヴィに文学への新たな目を開かせる。 彼の最初の著作『エッダの歌について』 は、世間の注目を引くには至らなかった。
1808年、コペンハーゲンに戻ってきたグルントヴィは、『北欧の神話』という著作で大きな成功を収め、1809年には長編の戯曲『北方の英雄伝説の没落』でさらなる成功を収める。
グルントヴィは、1810年その最初の説教で、町の聖職者をあからさまに非難した。
  数週間後、グルントヴィが教会の権威者たちを攻撃した説教を出版すると、彼らはグルントヴィへの懲罰を要求した。
1810年、グルントヴィは宗教的な危機に陥り、これまで色濃く抱えていたルター派に改宗する。そして父親の小さな教区に礼拝堂付きの牧師として引きこもってしまう。
 彼が新たに信仰は、彼の1812年の『最初の世界年代記』によく現れており、 (Kort Begreb af Verdens Krønike i Sammenhæng)それは、彼がこれまで歴史のいたるところでいかに神が姿を現してきたかを語ろうとしてきたことをヨーロッパ史の中で再現しようとしたもので、その中で彼はまた多くの著名なデンマーク人たちの思想を批評している。 この本は、彼の同世代の仲間達の中でも、特に彼に引率力を与え、数多くの友人を与えたが、特に目を引くのは歴史家のクリスチアン・ モルベック（Christian Molbech）である。 1813年、彼の父が亡くなった後、グルントヴィは教区の後継者に指名されたが、それは自ら固辞した。
その後の数年間、彼の出版のテンポは圧倒的なものがあった。記事や詩作での溢れ出るような仕事ぶりと並行して、数多くの本を執筆した。その中には世界の歴史にまつわる2冊の本（1814年と1817年）があった。すなわち、長編の歴史的な物語詩『ロスキレ賛歌』(Rhyme of Roskilde; 1813)と書籍サイズの注釈本『ロスキレ・サーガ』である。
 1816年から1819年にかけて彼は、Danne-Virkeというタイトルの詩の雑誌の編集者で、ほとんど唯一の寄稿者であった。

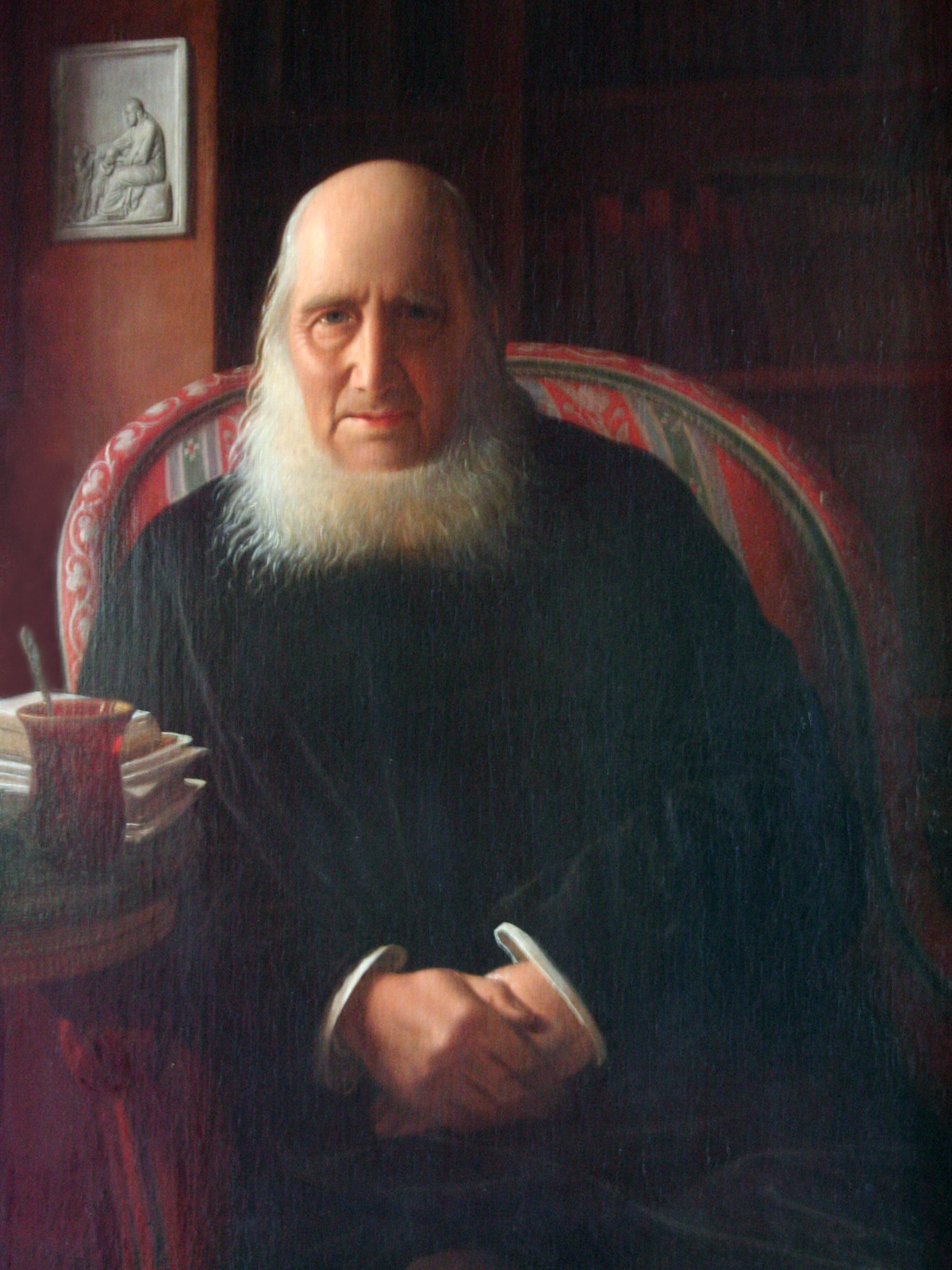
コンスタンチン・ハンセンによるNFS・グルントヴィ

1813年から1815年にかけて、彼はスウェーデンに抵抗するノルウェーを支援する運動を立ち上げようと試みた。のちになってからも、彼は1814年にノルウェーが敗れた原因が、いかにデンマークの信仰の弱さに起因しているかという説教を行ったりしている。
彼の説教はコペンハーゲンでは熱狂的な信徒たちによって歓迎された。しかし、彼は結局自らの教区を持たず、また他の教会からの妨害もあって説教壇から足が遠のいていくことになった。   1821年、彼はプレストで田舎暮らしができるようになって、この説教を短くまとめている。彼が首都に戻ってくるのはその1年後のことである。
1825年、グルントヴィは,『教会の抗弁』と題する小さな冊子を出版する。
(Kirkens Gienmæle),これは、プロテスタントとカトリックの教義、儀式、制度についてのヘンリク・ニコライ・クラウセンの著作に対する返答である。
コペンハーゲン大学の神学教授であったクラウセンは、聖書はキリスト教の根本的な礎ではあるものの、聖書それ自体は、キリスト教の完全に意味しているものの不適切な表現でしかないと主張していた。
そして彼は、教会こそが「さらに一歩前進した普遍的な宗教性のための共同体」であると書いていた。
 グルントヴィはそれに反論して、クラウセンは反キリストの教師であると宣言し、キリスト教は、聖書から由来し、学者によって仕上げられた理論ではないと主張したのである。
グルントヴィは、聖書を解釈する神学者たちの権利を問題視した。
 グルントヴィは中傷誹謗の容疑で裁判にかけられ、罰金刑を宣告された。ルター派の教会は、彼に数年間の間教会での説教を禁止した。
この間、彼は一連の神学の著作を出版し、イギリスを三度訪れ(1829年 – 31年)、古英語を勉強した。
1832年には、グルントヴィは再び説教する許可を回復した。1839年、彼はコペンハーゲンのヴァートフ病院の救貧院教会の牧師に任命され、彼は亡くなるまでこの地位にあった。
1837年から1841年までの間に彼は、『デンマークの教会のための賛歌集』を刊行した。これは膨大な賛歌の収集になっている。1838年彼は、スカンジナビアの古い時代の詩歌の選集を刊行。
1840年には、アングロサクソンの詩集『不死鳥』をデンマーク語訳で編纂、1843年にはイギリス4度目の訪問を果たしている。
1844年から第一次シュレイスヴィッヒ戦争後に至るまで、グルントヴィは、保守派から絶対的なリベラル派に至るまでの政界で、抜きん出た位置を占めていた。
1861年、彼は司教の地位に任じられたが、監督する教会を持たない名目だけのものでしかなかった。彼は、引き続き執筆活動を継続し、亡くなるまで出版活動を続け、ヴァートフ教会では亡くなる2、3日前まで毎週日曜日には説教を行った。
彼の説教は聴衆を魅了し、まもなく追従者たちも現れるようになる。彼の賛歌本は、デンマークの教会礼拝で、正統のルター派のゆったりとした韻律を国民的詩人の賛歌に変更するなどといった大きな変化をもたらした。
グルントヴィが執筆、もしくは翻訳した賛歌は1,500編に登り、その中には「神の国は我が大いなる遺産」も含まれている。 

## 結婚と家族
三度結婚し、最後の結婚は76歳の時である。息子のスヴェン・グルントヴィ（1824年 - 1983年）は、デンマークの物語詩（バラッド）の収集と編集を行った。

## キリスト教思想
グルントヴィの神学思想の発展は、彼の生涯に渡っており、しかも何度か重要な方向転換（改心）が起きている。彼は、1810年「キリスト教信仰の覚醒」から、組合教会を信仰する方に変わり、のちには秘蹟主義のキリスト教に変わった。
彼はその最晩年の思想において注目されてきた。彼は自分のことを常に牧師といい、決して神学者とは言わなかった、これは彼自身の宗教観と大学などの世界の神学の間の距離を反映しての表現である。
彼の神学の主だった特徴は、使徒の注釈を「生きたことば」で置き換えるということにある。彼は、実際に独立した村々での信徒の集会に立ち会うことが常に熱望した。

## 教育観
グルントヴィは、フォルケホイスコーレの理念的な父とされている。ただし、グルントヴィの教育観は、それとは若干の視点の違いはあるのだが。
彼は、シェラン島のソーレにあった青息吐息のアカデミーが、大学で一般に行われているような教育とは別のかたちのものを目指す人気のある学校になっていくように後押しした。
彼は、学生を教育するよりも、大学は社会や普通の生活に積極的に参加することができるように学生を教育するべきだと考えていた。
こうした実際的なスキルこそが、国民的な文学や国民の歴史と同様に、授業の一番大切な部分をなすべきと考えたのである。
このような考え方は、クリスチャン8世 の統治の時代に根付いたものと密接な関係を持っていた。この王の妃、カロリーネ・アマーリエは、グルントヴィの熱烈な支援者でもあった。
1848年王制が終わりを告げ、その年とそれに続く数年間、デンマークの政治の激変期が到来すると、これらの計画は反古になった。
しかし、当時グルントヴィの後継者の一人クリステン・コルは既に最初のフォルケホイスコーレを創立していた。
学校改革へのグルントヴィの野心は、人気のフォルケホイスコーレに限定されるものではなかった。彼は、北欧参加国が国境を接するスウェーデンのヨーテボリに大北方大学（情熱の学校）を設置することを夢見続けていた。
彼の学校計画の二つの柱、生活のため、もしくは生きるための学校（フォルケホイスコーレ）と情熱のための学校（大学）は、生活の別々の地平を目指していた。
一般的な教育は、もちろん、幅広い文化的で知的な装いに向けて目を開いて入るが、結局は国民的で、愛国主義的な物の考え方の範囲で教えられているものであるが、これに対して大学は、厳密に普遍的な、つまり人間的で科学的な装いで働いているものである。 
グルントヴィの教育学的な努力の共通の分母は、教育的な生活のすべての枝葉において、自由、詩歌、そして創造性の精神を突き動かそうとすることであった。
彼は、叡智、哀れみ、自己確認、そして平等といった価値を推し進めた。彼は、試験のように人の魂をダメにしてしまうあらゆる強制に抵抗した。
その代わりとしてグルントヴィは、生命の普遍的な創造的な秩序にしたがって、人の創造性を解き放つことを擁護したのである。
ただ「意志のある手が、光の御業を為すのである。」それ故、自由、協同、そして発見の精神が、個人、科学、そして全体としての市民社会の中で燃えたたされなくてはならないのである。

## ベーオウルフとアングロ・サクソン文学
1815年、グリモール・ヨンソン・トールケリンが、『ベーオウルフ』  Epic of Beowulf titled  De Danorum rebus gestis secul. III & IV : Poëma Danicum dialecto Anglosaxonicaラテン語訳で出版した。
アングロサクソン文学の知識がなかったにもかかわらず、グルントヴィは、直ちにトールケリンの詩歌の翻訳の中の一連の誤訳を発見した。
トールケリンとの激しい論争の後、トールケリンの仕事の経済的な後ろ盾であったヨーハン・ビューローが、グルントヴィの新しい翻訳、今回はデンマークⅤへの翻訳の経済的な支援を申し出た。 その結果、 Bjovulfs Drape (1820年)が、『ベーオウルフ』の初めての近代語への翻訳として出版された。
グルントヴィは、更に古英語とラテン語で残存しているその他のアングロ・サクソン文学の調査に乗り出す。その両者の詩歌や散文の中には、北方の初期の教会の精神性が啓示されていると彼は考えたのである。
グルントヴィは、古代のキリスト教徒や歴史的な思考のモデルに（特に8世紀のベーダによってラテン語で書かれた「救済史」）大変影響を受けていた。
コペンハーゲンの王立図書館やエクセター大学、オックスフォード大学、ケンブリッジ大学の各図書館の蔵書を、連続三期の夏休みのイギリス訪問（1829年 - 31年）で利用しながら、彼は、アングロ・サクソン文学の4つの重要な写本の内の二つの写本を作ってしまった。オックスフォード大学ボドリアン図書館にある「エクセター本」と「ユニウス11」である。
```
彼はこれらを出版しようと考えたが、それは実現するには至らなかった。『ベーオウルフ』とアングロ・サクソン文学は、グルントヴィにとってはその発想の霊感の源で在り続けた。
```

それは彼の著作に広汎で重要な影響を及ぼしている。

## 逸話
グルントヴィは、彼の母国の文化史の中でとてもユニークな位置を占めている。そのため、デンマークのカーライルと例えられたり、エマーソンに対比されることもある。
しかし、 彼の執筆スタイルや関係した分野は、直接だれか先人の手本があるようなものではなく、彼の重要性は、彼の同時代人のハンス・クリスチャン・アンデルセンやセーレン・キェルケゴールでも太刀打ち出来ないものである。
彼の賛歌、「De Levendes Land」は、2006年デンマークの文化的至宝の集大成の文学的部門となる「文学目録」（Lyrikantologi）の中に収められた。

コペンハーゲンの有名なグルントヴィ教会は、グルントヴィを祈念してデンマークの建築家のイェンセン・クリントが設計したものである。
ネオゴシックの表現主義の様式で黄色の煉瓦を積み上げて建てられており、1940年に完成した。
ナイジェリアのグルントヴィ国際セカンダリー・スクールは彼の何ちなんで命名されたものである。これは独立の男女共学の中等教育の学校である。

## 顕彰
グルントヴィは、アメリカ福音ルター派教会の聖人暦で、教会の司教にして刷新者として9月2日の聖人として祝われることになった。
彼は聖公会の教会暦では9月8日にその祝日を有している。

## 文献

### 諸版
グルントヴィの世俗の文学作品は、9巻本の著作集で刊行されている。最初の7巻は、彼の第二子で文献学者のスヴェン・グルントヴィの編になるものである。
しかし、彼の著作の文献学的な検証は、現代の文献学の水準にまでは及んでいない。彼の賛歌は、文献学的にはよりしっかりした5巻本の『グルントヴィ賛歌集』に収録されている。
彼の著作の最良の全集は、ホルガー・ベグトラップ（Holger Begtrup）の10巻本の全集「Udvalgte Skrifter」である。彼の編になる有名な全集は、ステーン・ヨハンソン（Steen Johansen）の「NFS・グルントヴィ文献目録」にも掲載されている。
彼の著作全集のよく出来た外国語版というものは存在しない。しかしながら、ドイツ語版では3巻本の選集が、刊行準備中で、英語版でも著作集の計画がある。
重要な全集、選集は以下のとおり。
- Grundtvigs Sang-Værk 1–6. Magnus Stevns (and others, editors). Copenhagen: Det danske Forlag. 1948–64.
- Poetiske Skrifter 1–9. Udgivet af Svend Grundtvig (and others, editors). Copenhagen: Karl Schönberg og Hyldendal. 1880–1930.
- Udvalgte Skrifter 1–10. Holger Begtrup (editor). Copenhagen: Gyldendal. 1904–09.
- Værker i Udvalg 1–10. Hal Koch and Georg Christensen (editors). Copenhagen: Gyldendal. 1940–46.

### 伝記
- Abrahamowitz, Finn (2000) (Danish), Grundtvig Danmark til lykke, Copenhagen: Høst & Søns Forlag, ISBN 87-14-29612-8.
- Allchin, Arthur Macdonald (1997), NFS Grundtvig, Århus: Århus University Press, ISBN 87-7288-656-0.
- Reich, Ebbe Kløvedal (2000) (Danish), Solskin og Lyn — Grundtvig og hans sang til livet, Copenhagen: Forlaget Vartov, ISBN 87-87389-00-2.
- Johansen, Steen (1948–54), Bibliografi over NFS Grundtvigs Skrifter 1–4, Copenhagen: Gyldendal.

## 読書案内

### 英語によるもの
- Allchin, AM (1998), NFS Grundtvig. An Introduction to his Life and Work,  Lossky, NO, afterword, London: Darton, Longman & Todd, ISBN 87-7288-656-0. The single most important work on Grundtvig in English.
- A.M. Allchin, ed. Heritage and Prophecy: Grundtvig and the English-Speaking World. ISBN 1-85311-085-X. Essays by leading international Grundtvig scholars.
- E.L. Allen (ca. 1940). Bishop Grundtvig, a Prophet of the North. In series, Modern Christian Revolutionaries. London: J. Clarke & Co. N.B.: Brief biography and study (of 94 p.).
- S.A.J. Bradley, tr., ed. (2008). N. F. S. Grundtvig: A Life Recalled. An Anthology of Biographical Source-Texts. Aarhus University Press. ISBN 978-87-7288-969-6. Very extensive Index documents the broad context of Grundtvig's life and work. Complementary to Allchin (1998).

これらと並んで重要なのは、1948年から毎年刊行されている「グルントヴィ研究」（Grundtvig-Studier）に英語で発表されている数多くの論文である。
この雑誌の主たる言語はデンマーク語であるが、近年の優れた研究は英語のものが多く、またその割合も増加しつつある。

### 他の外国語の文献
The most important works on Grundtvig are a series of dissertations published since the founding of Grundtvig-selskabet (The Grundtvig Society). All of them contain summaries in major languages, most of them in English. This series includes:
- Aarnes, Sigurd Aa. (1960). Historieskrivning og livssyn hos Grundtvig. Oslo: Universitetforlaget.
- Auken, Sune (2005). Sagas spejl. Mytologi, historie og kristendom hos N.F.S. Grundtvig. Copenhagen: Gyldendal. ISBN 87-02-03757-2
- Bugge, Knud Eyvin (1965). Skolen for livet. Copenhagen: GAD.
- Christensen, Bent (1998). Omkring Grundtvigs Vidskab. Copenhagen: GAD. ISBN 87-12-03246-8
- Grell, Helge (1980). Skaberånd og folkeånd. Copenhagen: Grundtvig-Selskabet. ISBN 87-7457-072-2
- Grell, Helge (1987). Skaberordet og billedordet. Aarhus: Anis. ISBN 87-981073-0-5
- Heggem, Synnøve Sakura (2005): Kjærlighetens makt, maskerade og mosaikk. En lesning av N. F. S. Grundtvigs "Sang-Værk til den Danske Kirke". Oslo.
- Høirup, Henning (1949). Grundtvigs Syn på Tro og Erkendelse. Copenhagen: Gyldendal.
- Lundgreen-Nielsen, Flemming (1980). Det handlende ord. Copenhagen: GAD. ISBN 87-503-3464-6
- Michelsen, William (1954). Tilblivelsen af Grundtvigs Historiesyn. Copenhagen: Gyldendal.
- Thaning, Kaj (1963). Menneske først — Grundtvigs opgør med sig selv. Copenhagen: Gyldendal.
- Toldberg, Helge (1950). Grundtvigs symbolverden. Copenhagen: Gyldendal.
- Vind, Ole (1999). Grundtvigs historiefilosofi. Copenhagen: Gyldendal. ISBN 87-00-37308-7
- ハル・コック（2008）『グルントヴィ―デンマーク・ナショナリズムとその止揚』風媒社